# Bouère

Bouère este o comună în departamentul Mayenne, Franța. În 2009 avea o populație de 1,027 de locuitori.